# Cython
Cython — мова програмування, котра є розширеним варіантом мови Python, націленим на спрощення інтеграції з кодом на мові C. Синтаксис Cython дозволяє створювати розширення на C для проектів на мові Python так само просто, як писати код на Python. Cython розширює можливості Python засобами для прямого виклику функцій на C, підтримує визначення змінних з типами мови C і дозволяє компілювати підсумковий код мовою Cython в подання на C, яке потім збирається штатним системним компілятором.

## Опис
Cython це компільована мова програмування, яка генерує модулі розширення CPython. Ці модулі можуть бути завантажені і використані як звичайний код на Python використовуючи оператор import. Cython написано на Python і він працює на Windows, Linux, і Mac OS X, створюючи вихідні файли, сумісні з CPython 2.4 – 3.4.
Він працює, як стандартний модуль Python. Тим не менш, його поведінка відрізняється від стандартних модулів написаних на Python, оскільки він транслюється в С. В результаті код працює швидко, оскільки для виконання практично всіх операцій він використовує інтерпретатор CPython та його стандартні бібліотеки. Вибраний механізм значно зекономив час на розробку Cython, але зробив основні модулі залежними від Python та його стандартних бібліотек.
Більша частина коду написана на C, за винятком невеликої заглушки-завантажувача яку написано на звичайному Python, оскільки спроби переписати її на чистому С викликають проблеми через деякі не задокументовані фрагменти в  коді інтерпретатора CPython. Тим не менш, це не є серйозною проблемою, оскільки, як сказано вище Cython залежить від інтерпретатора Python.

## Приклад програми
Приклад програми hello world на Cython виглядає складніше ніж у більшості інших мов, через те, що він взаємодіє з Python C API та distutils . Принаймні, три файли необхідні для базового проекту:
- setup.py який викликає процес збирання distutils який генерує модуль розширення
- Головна програма на python для завантаження модуля розширення
- Файли з кодом на Cython

Наступний лістинг демонструє процес побудови та запуску:
```
# hello.pyx - модуль Python, цей код буде трансльовано в C через Cython.

def
 
say_hello
():

    
print
 
"Hello World!"

```

```
# launch.py - Python stub loader, завантажує модуль який було створено в Cython.

# Цей код завжди інтерпретується як звичайний Python.

# Він не компілюється в C.

import
 
hello

hello
.
say_hello
()

```

```
# setup.py - не обов’язово, якщо код не буде розповсюджуватись

from
 
distutils.core
 
import
 
setup

from
 
Cython.Build
 
import
 
cythonize

setup
(
name
 
=
 
'Hello world app'
,

      
ext_modules
 
=
 
cythonize
(
"*.pyx"
))

```

Дані команди збирають та запускають програму:
```
$
 
python
 
setup.py
 
build_ext
 
--inplace
$
 
python
 
launch.py

```

Cython особливо популярний серед наукових користувачів Python, де він має "ідеальну аудиторію" за словами творця Python Гвідо ван Россума.
Домен Cython не обмежується лише числовими обчисленнями. Наприклад, набір інструментів lxml XML написаний переважно на Cython, і, як і його попередник Pyrex, Cython використовується для забезпечення прив’язок Python для багатьох бібліотек C та C ++, таких як бібліотека обміну повідомленнями ZeroMQ.
Cython також можна використовувати для розробки паралельних програм для багатоядерних процесорних машин; ця функція використовує бібліотеку OpenMP.